# (100002) 1983 QC1
(100002) 1983 QC1 es un asteroide perteneciente al cinturón de asteroides, descubierto el 30 de agosto de 1983 por James B. Gibson desde el Observatorio del Monte Palomar, Estados Unidos.

## Designación y nombre
Designado provisionalmente como 1983 QC1.

## Características orbitales
1983 QC1 está situado a una distancia media del Sol de 2,385 ua, pudiendo alejarse hasta 2,828 ua y acercarse hasta 1,942 ua. Su excentricidad es 0,185 y la inclinación orbital 1,153 grados. Emplea 1345 días en completar una órbita alrededor del Sol.

## Características físicas
La magnitud absoluta de 1983 QC1 es 16,6.